# Festival Internacional de Música de Uzeyir Hajibeyov
El Festival Internacional de Música de Uzeyir Hajibeyov (en azerí:Üzeyir Hacıbəyov Beynəlxalq Musiqi Festivalı) se celebró en septiembre del año 2009, en Azerbaiyán. Los eventos musicales se organizaron en varias ciudades de Azerbaiyán y las ceremonias principales tuvieron lugar en Bakú.

## Historia
Desde 1995 el 18 de septiembre (fecha de nacimiento de Uzeyir Hajibeyo) fue celebrado como el Día de Música Nacional en Azerbaiyán. A partir del 2009, se decidió celebrar el Festival Internacional de Música dedicado a la creatividad de famoso compositor de Azerbaiyán, Uzeyir Hajibeyov.
Los músicos de otros países participaron el uno al lado de otros músicos de Azerbaiyán en el festival. Los organizadores del festival fueron el Ministerio de Cultura y Turismo de Azerbaiyán y la Fundación de Heydar Aliyev.

## Galería

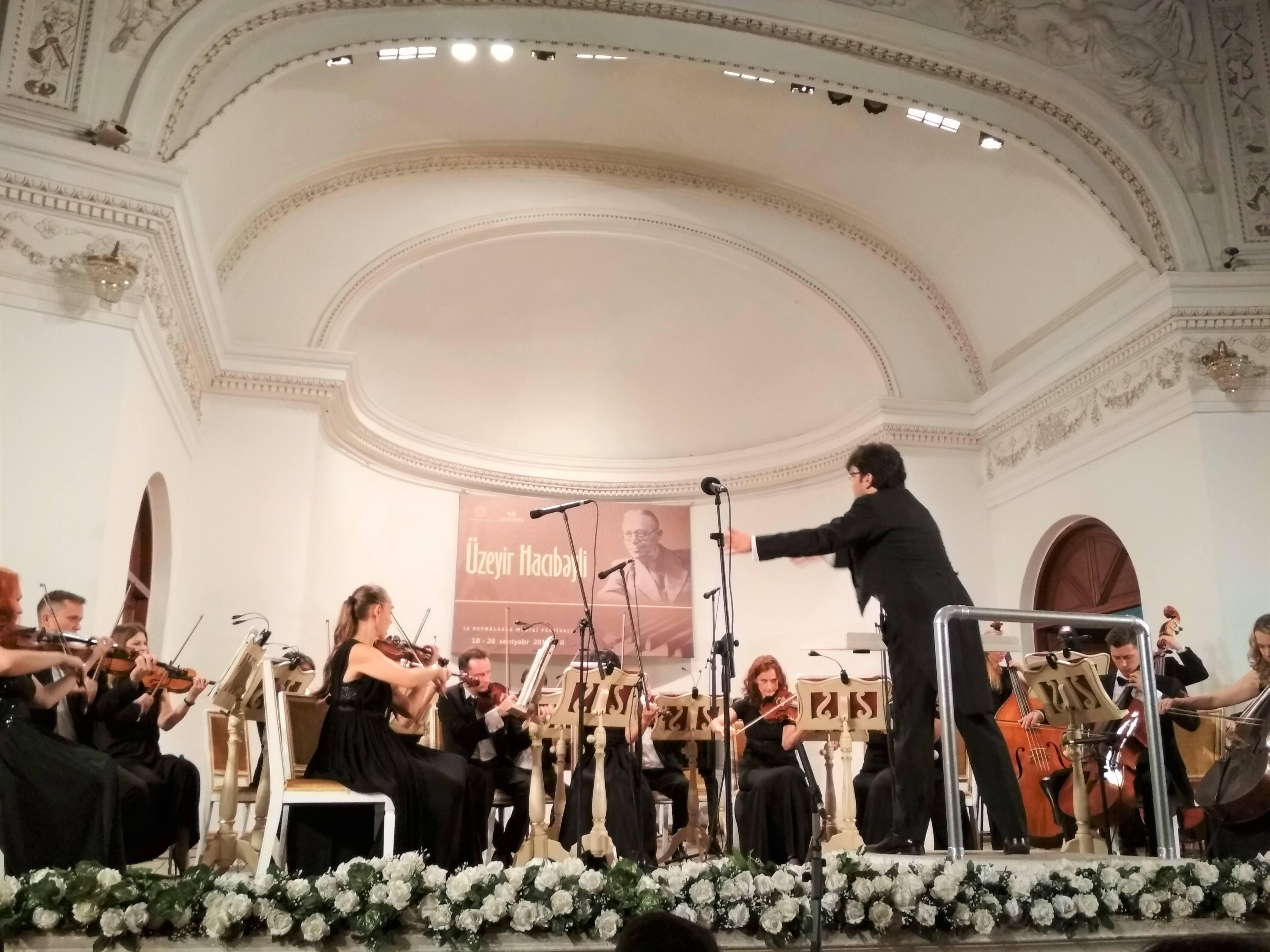
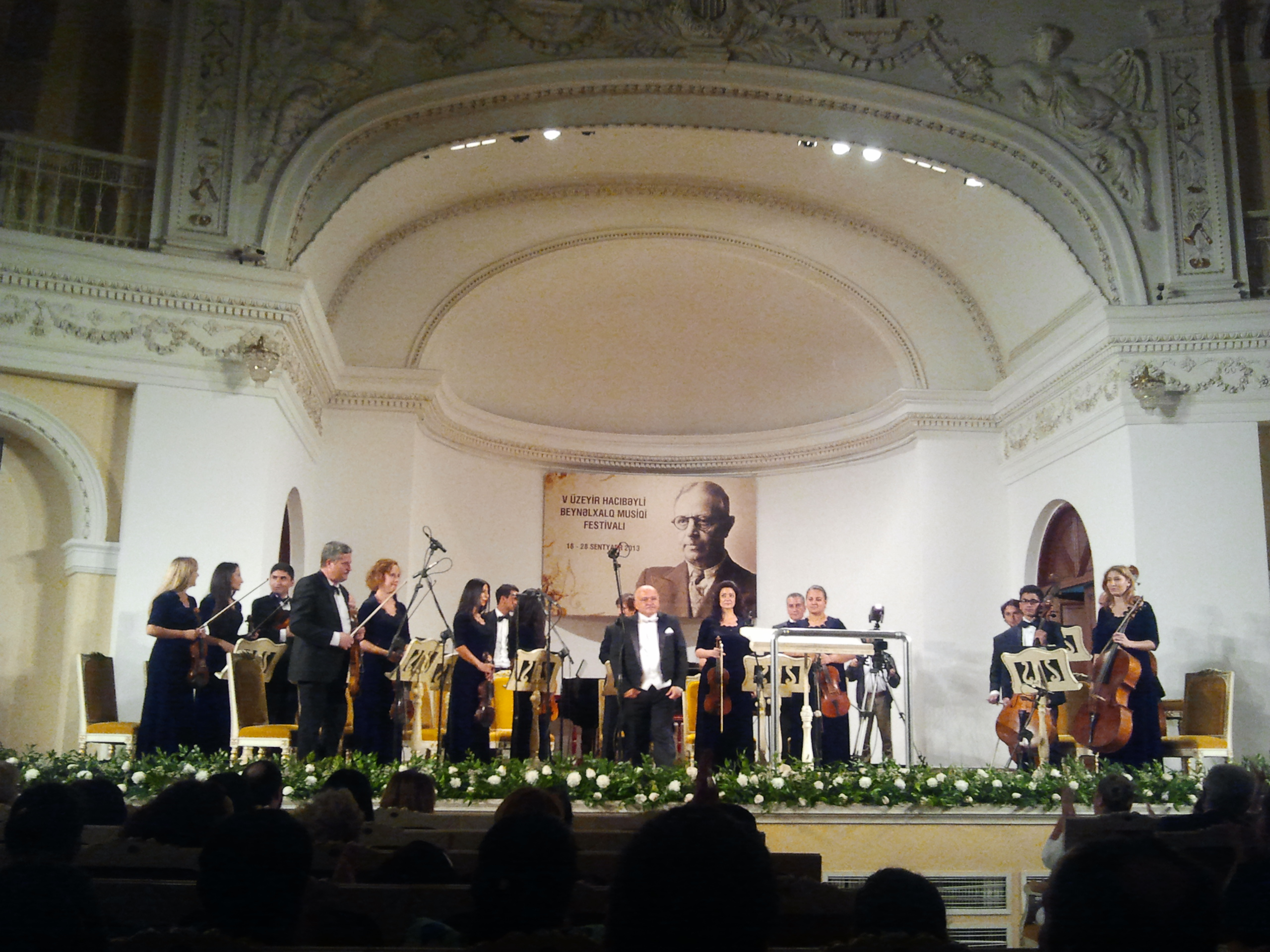
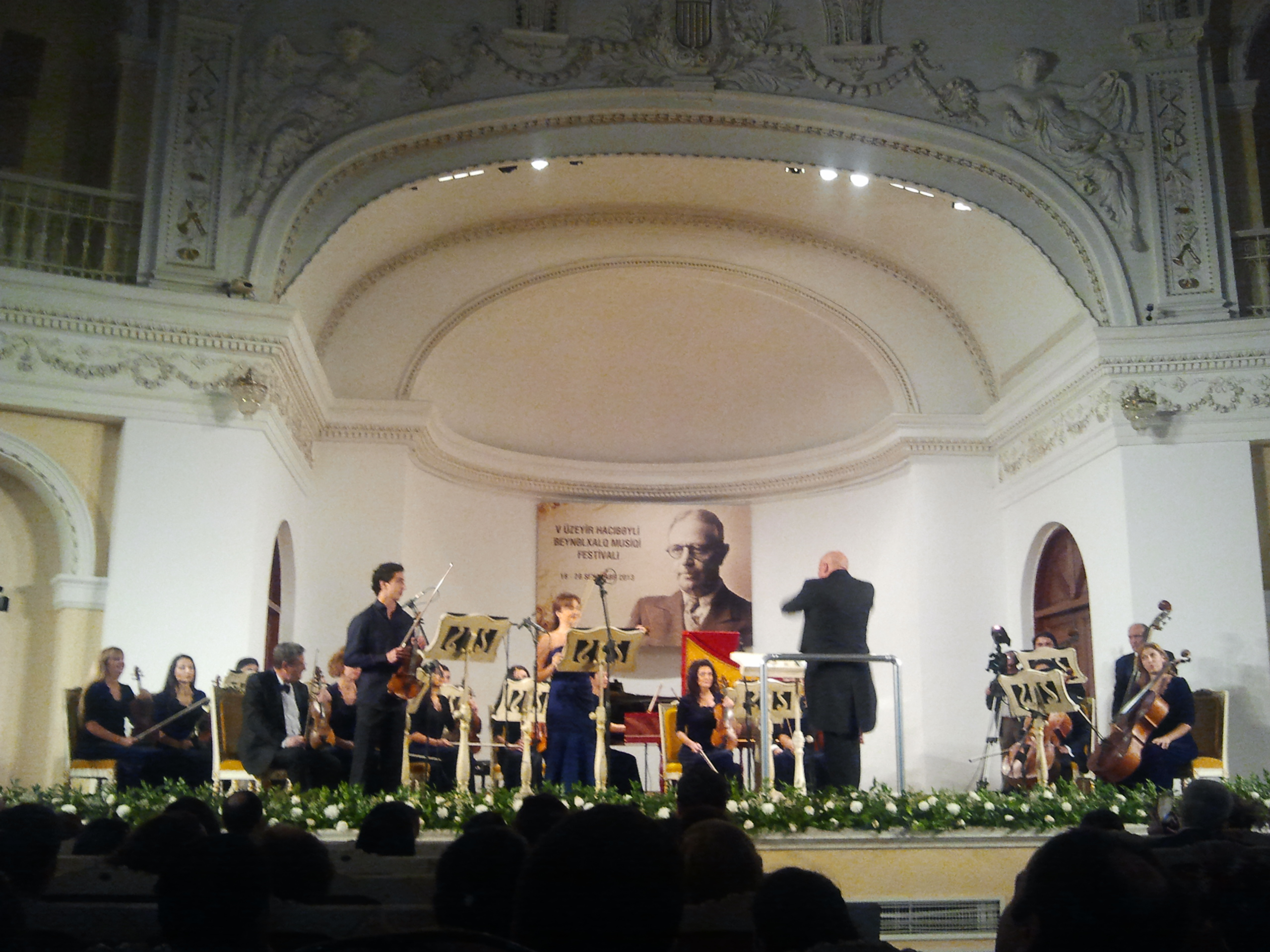